# Wolfgang Windgassen
Wolfgang Windgassen, född 26 juni 1914 i Annemasse i Frankrike, död 8 september 1974 i Stuttgart, var en framgångsrik operasångare (tenor), främst i Richard Wagners operor. Han uppträdde på Bayreuthfestivalen från nyöppningen 1951 till 1970. Bland annat sjöng han flera föreställningar av operan Tristan och Isolde med svenska sopranen Birgit Nilsson.